# Борислав Ћурчић
Борислав Ћурчић (Подум, 27. јануар 1932 — Београд, 15. април 2015) био је југословенски и српски кошаркаш, кошаркашки тренер и репрезентативац Југославије.

## Биографија и каријера
Рођен је 27. јануара 1932. године у Подуму код Оточца, а поред кошарке Ћурчић се бавио и скијањем.
Професионалну каријеру започео је у Црвеној звезди 1950. године за коју је играо до 1955. У периоду од 1956. до 1957. играо је за италијански Канту током две сезоне, да би од 1958. до 1965. играо за Партизан, где је завршио каријеру. Током играња за Црвену звезду освојио је шест титула првенства Југославије.
У јулу 1950. био је члан тима Црвене звезде која је освојила међународни куп турнир у Милану.
Ћурчић је био члан кошаркашке репрезентације Југославије која је учествовала на Европском првенству 1953. одржаном у Совјетском Савезу. Током десет турнирских утакмица, просечно је постизао 11 поена по утакмици док је шутирао 80,4 одсто из игре. Био је најбољи стрелац тима и имао је три утакмице са 20 и више постигнутих поена.
За репрезентацију Југославије играо је и на Светском првенству 1954. које је одржано у Рио де Жанеиру. Током пет турнирских утакмица, у просеку је постизао 11,4 поена по утакмици док је шутирао 77,1 процената из игре. Након тога био је део тима Југославије током Европског првенства 1955. одржаном у Будимпешти. Током једанаест утакмица на турниру, просечно је постизао 11,2 поена по утакмици док је шутирао 72,8 одсто из игре. Био је најбољи стрелац тима и имао је две утакмице са 20 и више постигнутих поена.
Дана 19. јуна 1955. године постигао је рекордних 26 поена у поразу Југославије на мечу против репрезентације Италије, резултатом 66—69.
Након што је завршио играчку каријеру, тренирао је Партизан у периоду од 1965. до 1967. године.

## Трофеји и награде
- Прва лига Југославије: 6 са Црвеном звездом (1950, 1951, 1952, 1953, 1954 и  1955)